# Сож (Гомельский район)
Сож (бел. Сож; до 1960 года — посёлок Новобелицкой МТС) — посёлок в Терешковичском сельсовете Гомельского района Гомельской области Республики Беларусь.

## География

### Расположение
В 7 км от железнодорожной станции Уть (на линии Гомель — Чернигов), 13 км на юг от Гомеля.

## Транспортная сеть
Транспортные связи по просёлочной, затем автомобильной дороге Старые Яриловичи — Гомель. Планировка состоит из 2 коротких прямолинейных, параллельных между собой улиц, близких к широтной ориентации. Застройка компактная, преимущественно деревянная, усадебного типа.

## История
Основан в 1930-х годах, после размещения здесь Новобелицкой МТС и начал формироваться посёлок. В составе совхоза «Новобелицкий» (центр — деревня Терешковичи).

## Население

### Численность
- 2019 год — 181 жителей

### Динамика
- 2004 год — 79 хозяйств, 181 житель.
- 2009 год — 282 жителей (перепись населения).
- 2019 год — 181 жителей (перепись населения).